# 尹力 (1962年)
尹力（1962年8月—），山东临邑人，生于山东济南，中国共产党、中华人民共和国政治人物，副国级领导人。研究生学历，医学博士，卫生领域专业人才，是中共十八届中央候补委员，十九届、二十届中央委员。现任中共中央政治局委员，中共北京市委书记。
尹力被广泛认为是習近平派系“閩江新軍”的一员，被視為習的重要親信之一。

## 生平

### 早年经历
尹力于1962年8月生于山东省济南市的一个从事医学研究和诊疗的家庭。高中尹力就读于山东省实验中学。1980年7月，尹力高中毕业并考入山东医科大学（现在的山东大学齐鲁医学院）六年制英语医学班。1980年至1986年，在山东医科大学医学系学习。1983年6月加入中国共产党。尹力本科毕业后又考上山东医科大学卫生系社会医学与卫生事业管理专业硕士研究生，尹力在此期间并不甘心将来从事医生职业，因为医生只能一个一个地救人，他表示他的理想是从事公共卫生服务行业。
1988年尹力硕士毕业后由国家教育委员会选派留学苏联，1988年至1993年间在苏联科学院攻读社会卫生、经济与卫生事业管理科研所博士研究生。在1993年归国后被视察山东医科大学的国务院领导袁木相中，被招纳到国务院研究室工作，历任教科文卫司副处长、处长，社会发展司副巡视员、巡视员。2002年9月至2003年4月，尹力赴美国哈佛大学公共卫生学院作访问学者。

### 非典时期
2003年初非典疫情爆发，尹力于2003年4月应召终止在哈佛大学的学术访问立即回国，并于次月担任卫生部办公厅副主任（正司级）。尹力是抗击非典期间唯一以专家身份参加温家宝总理主持召开的专家座谈会的政府官员，并为抗击非典建言献策。2003年10月任卫生部国际合作司司长，并于2004年1月至2005年5月担任世界卫生组织执行委员会委员并当选执委会副主席。2006年7月任卫生部办公厅主任。2008年9月升任卫生部党组成员、副部长，成为中国最年轻的卫生部副部长。
2012年2月任国家食品药品监督管理局党组书记、局长；任职期间妥善化解了企业用工业明胶生产胶囊问题。2012年11月当选为中国共产党第十八届中央委员会候补委员。2013年4月任国家卫生和计划生育委员会副主任，国家食品药品监督管理总局副局长、党组副书记。

### 四川省
2015年3月，任中共四川省委专职副书记。2015年5月，兼任中共四川省委宣传部长。2016年1月，任四川省人民政府副省长、代省长；2016年1月29日当选省长。2016年1月30日，四川省第十二届人大常委会第二十二次会议补选为第十二届全国人民代表大会代表。2018年2月24日，当选为第十三届全国人大代表。
2020年，2019冠状病毒病疫情期间，尹力采取的措施受到赞扬。早在1月21日四川只有一名疑似患者时，四川政府就要求卫健部门制定周密方案，避免二次扩散。四川也从1月23日起率先实施“网格化管理”，比全国推广该举措早了两天。此外，四川在明确定点救治医院名单、切断与武汉路面交通、组织医疗队伍支援武汉等，都走在全国前面。《新京报》在一篇评论中，把四川的抗疫措施形容为“教科书级”。尹力在抗击疫情工作中的杰出表现，不仅赢得了社会的广泛赞誉，也预示着他的仕途即将更进一步。

### 福建省
2020年11月30日，中共中央决定尹力调任中共福建省委书记。2021年1月27日上午，在福建省十三届人大五次会议第三次全体会议上，尹力当选为省人大常委会主任。
2021年9月10日，莆田市仙游县发生2019冠状病毒病聚集性疫情。疫情发生后，尹力于当晚赴莆田指导部署防控工作；11日上午，尹力、省长王宁与莆田、仙游和泉州等地视频连线，听取有关地方和部门工作汇报并对防控莆田疫情提出要求。同日，尹力主持召开福建省应对新冠肺炎疫情工作领导小组会议，要求以“快”字当头做好防控工作。

### 北京市
2022年10月23日，在中共二十届一中全会上，60岁的尹力当选中共中央政治局委员，晋升副国级。
2022年11月13日，尹力卸任福建省委书记，由人社部部长周祖翼接任，转任中共北京市委书记。2023年1月15日，不再担任福建省人大常委会主任职务。